# Microsoft налог
Microsoft налог (раније познат као Microsoft Passport, .NET Passport и Windows Live ID) је лични кориснички налог за једнократну пријаву за Microsoft клијенте да би се пријавили на потрошача   Microsoft услуге (као што је Outlook.com), уређаји који раде на једном од тренутних Microsoft оперативних система (нпр. Microsoft Виндовс рачунари и таблети, Xbox конзоле) и Microsoft апликацијски софтвер (укључујући Visual Studio).

## Преглед
Microsoft налог омогућава корисницима да се пријаве на веб локације које подржавају ову услугу користећи један скуп акредитива – ова корисничка имена су у истом облику као и адреса е-поште. Microsoft налог нуди кориснику две различите методе за креирање налога:
1. Коришћење постојеће адресе е-поште: Корисници могу да користе своју важећу адресу е-поште да би се пријавили за Microsoft налог. Услуга претвара е-адресу корисника који је поднео захтев у ИД Microsoft налога. Корисници такође могу изабрати лозинку по сопственом избору.
2. Регистрација за Microsoft адресу е-пошту: Корисници се такође могу пријавити за бесплатни налог е-поште преко Outlook.com или MSN-а, са доменима који су означени за Мицрософтове услуге веб поште (нпр. @hotmail.com или @outlook.com) који се може користити као Microsoft налог за пријаву на друге веб локације на којима је омогућен Microsoft налог.

Домени @live.com и @passport.com, као и други домени се више не нуде, али се постојећи налози одржавају.